# Bảo tàng Maria Skłodowska-Curie

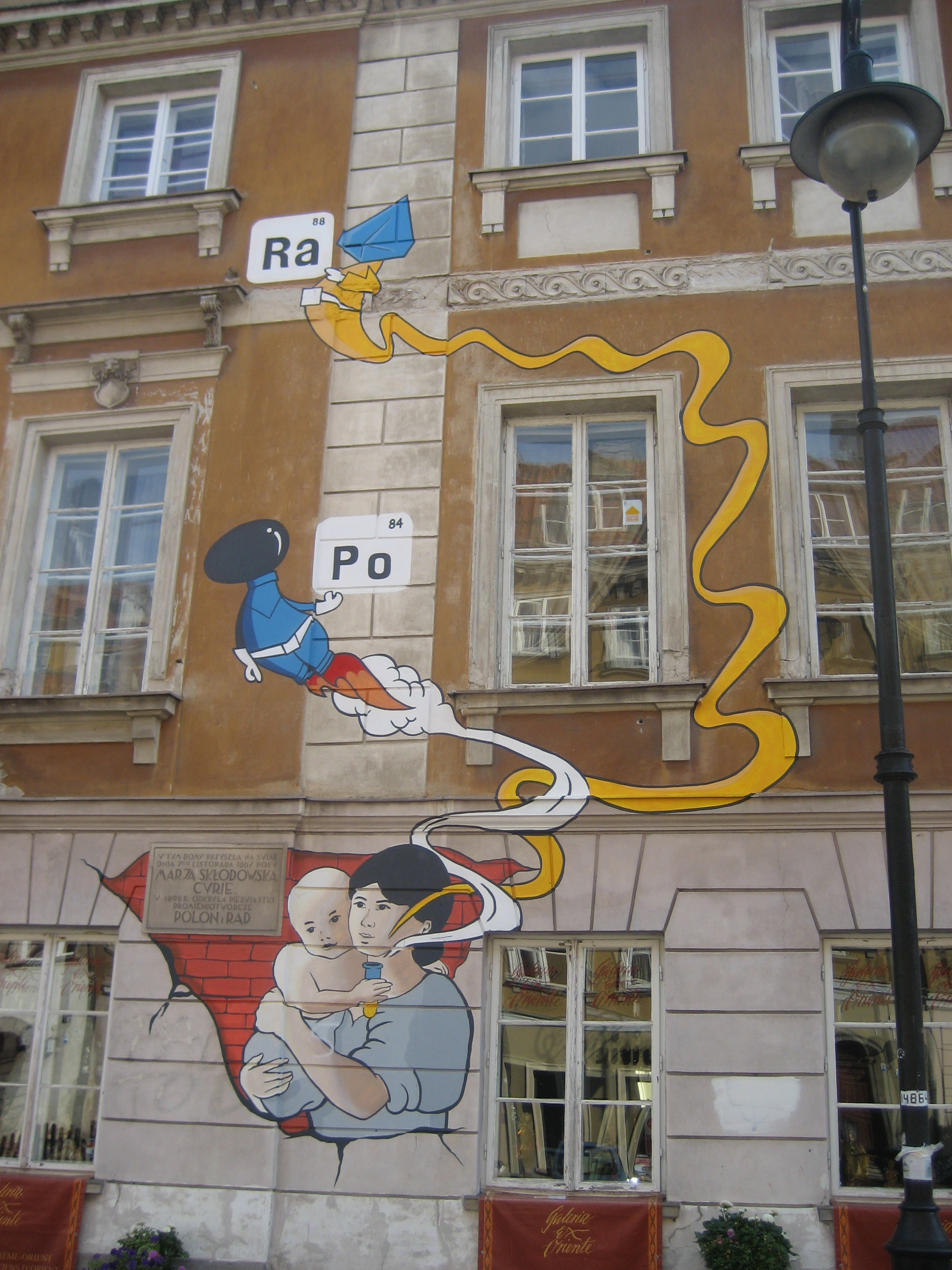
Bức tranh tường vẽ năm 2011 (nhân kỷ niệm 100 năm giải Nobel): Maria thời sơ sinh cầm ống nghiệm chứa nguyên tố poloni, radi.

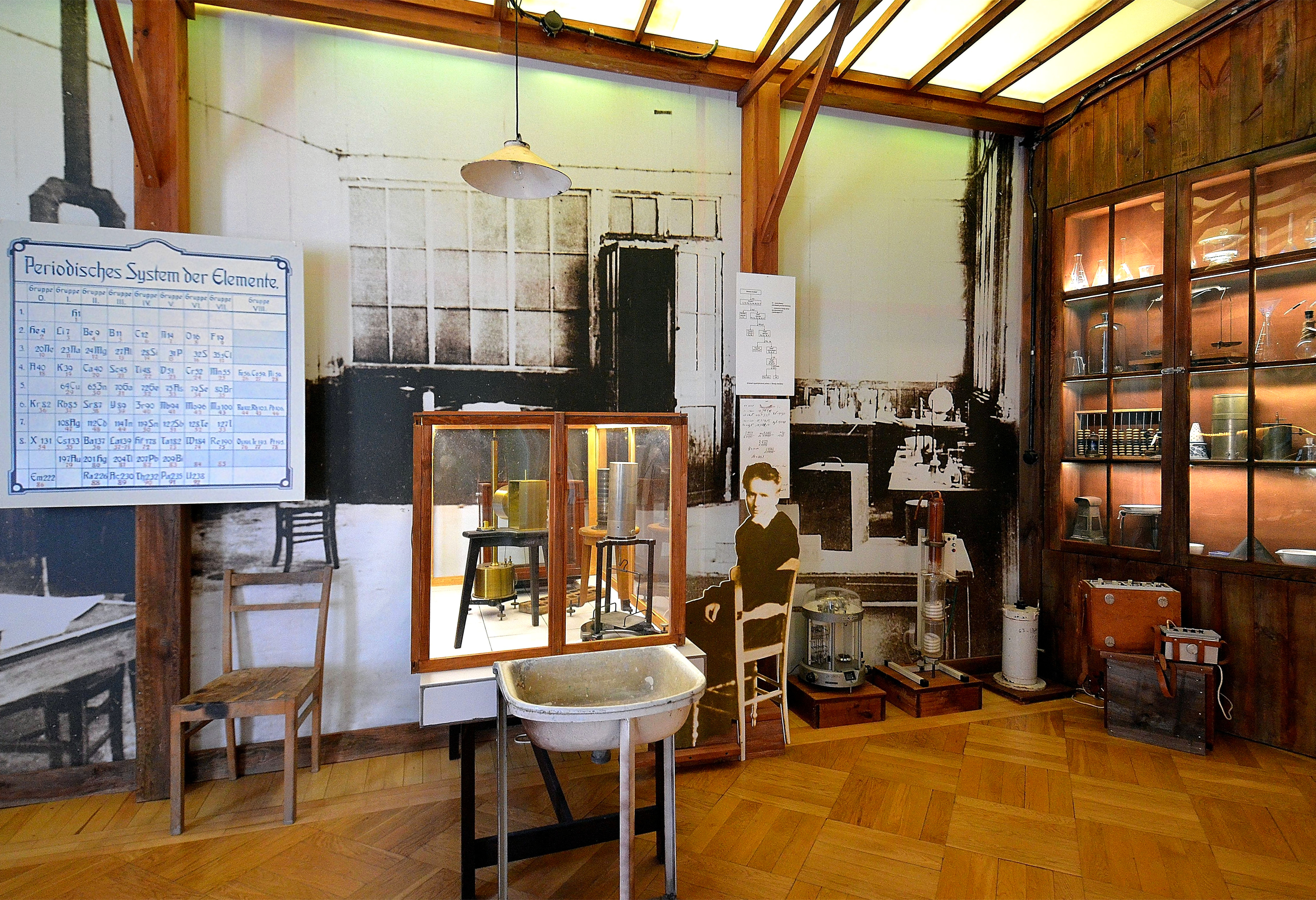
Triển lãm bảo tàng

Bảo tàng Maria Skłodowska-Curie (tiếng Ba Lan: Muzeum Marii Skłodowskiej-Curie) là một bảo tàng ở Warszawa, Ba Lan, vinh danh cuộc đời và cống hiến Maria Skłodowska-Curie (1867–1934). Được tài trợ bởi Hiệp hội Hóa học Ba Lan, đây là bảo tàng tiểu sử duy nhất trên thế giới vinh danh người phát hiện ra hai nguyên tố hóa học polonium và radium.
Bảo tàng tọa lạc tại số 16 Phố Freta (ulica Freta 16) ở quận " Thị trấn mới " Warszawa (có từ thế kỷ 15), và nằm trong tòa nhà chung cư thế kỷ 18 nơi Maria Skłodowska ra đời.
Do cải tạo, vào tháng 12 năm 2014, bảo tàng tạm thời được chuyển đến số 5 phố Freta.

## Lịch sử
Bảo tàng Maria Skłodowska-Curie được thành lập năm 1967, bởi Hiệp hội Hóa học Ba Lan, nhân kỷ niệm một trăm năm ngày sinh của nhà vật lý-hóa học. Những người tham gia lễ khánh thành bảo tàng bao gồm cô con gái nhỏ và người viết về cuộc đời của Maria Skłodowska-Curie, Ève Curie Labouisse; Chồng của Eve, chính trị gia và nhà ngoại giao người Mỹ Henry Richardson Labouisse, Jr.; và 9 người từng đoạt giải thưởng Nobel.
Bảo tàng được đặt trong một tòa nhà chung cư thế kỷ 18 (tòa nhà chung cư Łyszkiewicz) tại số nhà 16 Phố Freta (tiếng Ba Lan: ulica Freta), "Thị trấn mới" Warszawa. Tòa nhà đã được tái thiết nhiều lần. Sau khi Maria Skłodowska-Curie qua đời năm 1934, một tấm bảng được gắn vào tòa nhà, vinh danh những khám phá khoa học mang tính thời đại của bà. Trong Khởi nghĩa Warszawa năm 1944, tòa nhà đã bị lực lượng Đức cố tình phá hủy, nhưng tấm biển vẫn tồn tại và được gắn lại khi tái thiết tòa nhà sau Thế chiến II.

## Bộ sưu tập
Bảo tàng kể về tiểu sử của Maria Curie. Tài liệu trưng bày bao gồm ảnh, thư, tài liệu của nhà khoa học, các nhận xét của Maria, chồng là Pierre Curie và mọi người đối với sự nghiệp khám phá của bà, các thước phim tiếng Ba Lan, Anh và Pháp.
Bảo tàng là minh chứng cho nỗ lực giải đáp sự quan tâm của các học giả, sinh viên và công chúng nói chung về cuộc đời và thành tựu của Maria Skłodowska-Curie.
Bảo tàng mở cửa từ thứ Ba đến Chủ nhật, và đóng cửa vào thứ Hai và các ngày Quốc lễ Ba Lan. Xem thông tin qua email tại muzeum.msc@neostrada.pl.